# Сулейман Углянін
Сулейман Углянін (серб. Сулејман Угљанин, босн. Sulejman Ugljanin; нар. 20 листопада 1953, Косовська Мітровиця) — сербський політик і лікар, один з політичних лідерів сербських босняків.
Закінчив середню школу в Приштині, а потім вивчав стоматологію у Сараєвському університеті. Він працював дитячим стоматологом у Нові-Пазар, спеціалізується на протезуванні.
У 1990 році на прохання Алії Ізетбеговича організував і очолив Санджаксько-демократичну партію дії (співпрацює з Партією демократичної дії, що діє в Боснії і Герцеговині). У тому ж році він балотувався на посаду президента Сербії, посів четверте місце. У 1991 році він став головою Національної ради боснійців у Санджаку. У 1993 році, під час міжнаціональних конфліктів в ході розпаду Югославії, влада країни видала ордер на його арешт, однак він покинув Сербію і жив протягом трьох років у Туреччині.
Після повернення у 1996 році, Углянін був обраний до Федеральних зборів Югославії. У 2004–2008 він був мером Нові-Пазару. З 2007 року входить до Народних зборів Республіки Сербії. У 2008 році він став членом уряду як міністр без портфеля, займав посаду до 2014 року.
Одружений. має чотирьох дітей.